# Cavalo de sangue quente

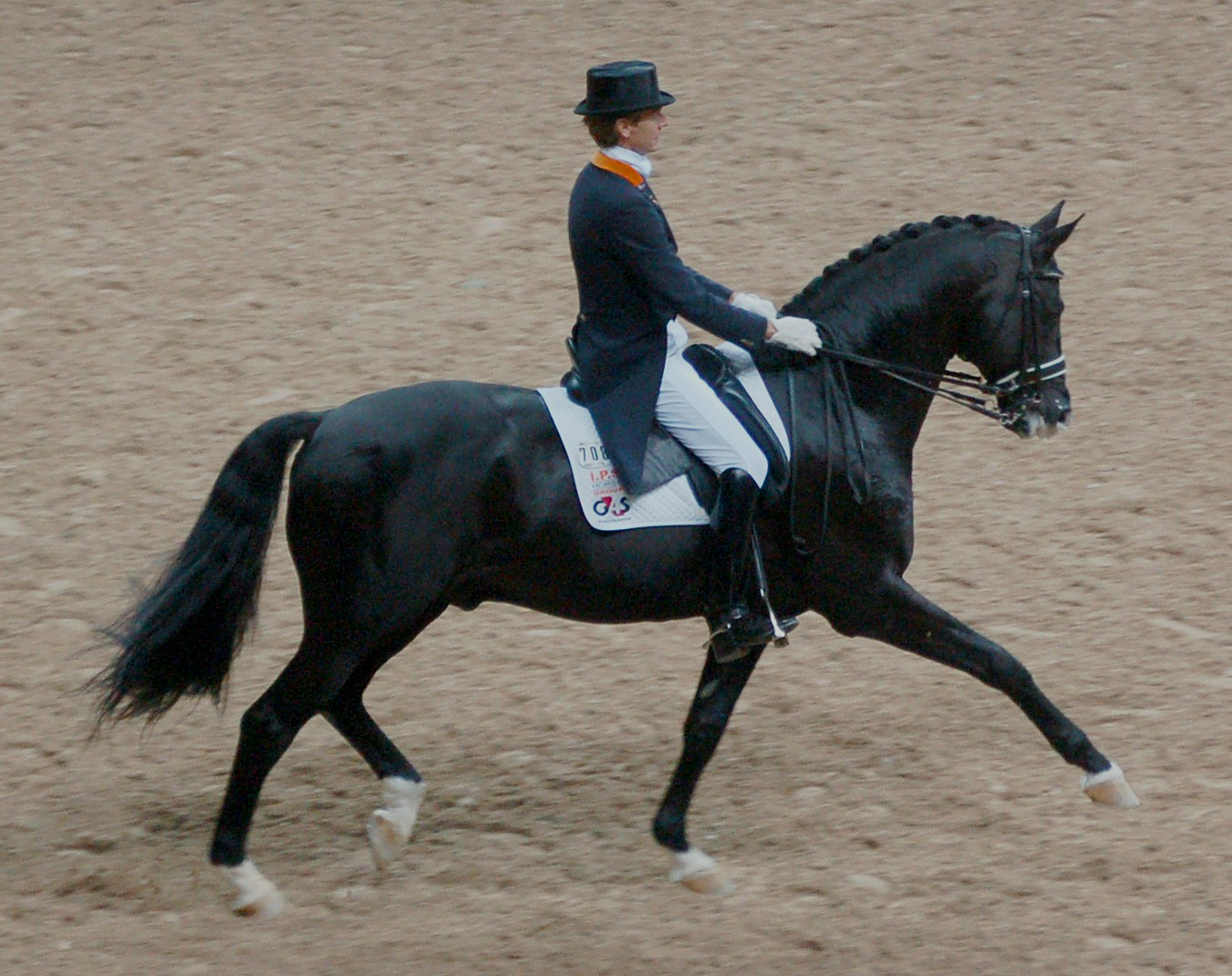
Animal da raça Trakehner em prova de adestramento.

Cavalo de sangue quente ou cavalo quase de sangue (em inglês, warmblood, e em francês, cheval de sang chaud) são expressões correntes do domínio da criação equina, que designam um cavalo pertencente a uma raça vívida e rápida, como o Puro-sangue inglês, ou um cavalo que é resultado da cruza de um Puro-sangue inglês ou de um Cavalo árabe. O termo distingue-se de cavalos demi-sangue ou meio-sangue, aplicado a animais considerados parcialmente "sangue quente", e cavalos de sangue frio, que são aqueles que não reúnem as qualidades dos cavalos de sangue quente. O termo cavalo de sangue quente inclui principalmente cavalos de esporte, e exclui principalmente cavalos de tração, cavalos de trabalho e alguns tipos de cavalos de sela.
Os cavalos são mamíferos, e portanto do ponto de vista biológico todos animais da espécie são de sangue quente (no sentido que são capazes de modificar sua própria temperatura dentro de certos limites). Não obstante, as designações cavalo de sangue quente, cavalo demi-sangue e cavalo de sangue frio são expressões coloquiais que se  consolidaram através do uso.

## Definição
A expressão "quase de sangue" é utilizada para designar um cavalo que tem um percentual genético muito forte do  Puro-sangue inglês e/ou do Cavalo árabe, ou seja, cujos ascendentes próximos são dessas raças. Este tipo de cavalos é geralmente selecionado para a prática de esportes hípicos ou de certos esportes equestres (por exemplo,
o Puro-sangue inglês e o Anglo-árabe são apreciados para o concurso completo de equitação).
Os cavalos demi-sangue são geralmente preferidos em doma clássica e em salto de obstáculos. Os cavalos de sangue quente são considerados animais mais sensíveis, com mais carácter próprio, e menos rústicos que os cavalos de sangue frio, além de serem menos compreensivos com os erros dos ginetes e darem mais trabalho em termos de cuidados. Em particular, a raça Puro-sangue inglês requer vários tipos de cuidados específicos.

## Principais raças
A maioria dos cavalos de sangue quente foram desenvolvidos na Europa continental, especialmente na Alemanha. Antigamente pensava-se que o tipo que se originou na Europa continental descende de ancestrais "proto-sangue quente", selvagens e nativos, mas estudos de DNA têm refutado essa hipótese.
Os cavalos de sangue quente alemães mais conhecidos são o Hanoveriano, o Holsteiner, o Oldenburg e o Trakehner. Outros são o Württemberger, o Rhinelander, o cavalo da Vestefália, o Zweibrucker, Brandenburger, Mecklenburger e o Bavarian Warmblood.

Cavalos de sangue quente da Europa Ocidental incluem também os franceses Sela Francês, o Warmblood belga, o Warmblood suíço, o Warmblood austríaco e o Warmblood dinamarquês. Os países escandinavos também produzem warmbloods de alta qualidade, como o Warmblood finlandês e sueco Warmblood.